# Krasnogorodsk
Krasnogorodsk (ruso: Красногоро́дск) es un asentamiento de tipo urbano de Rusia, capital del raión homónimo en la óblast de Pskov. Dentro del raión, es el centro administrativo del asentamiento rural homónimo (la vólost de Krasnogorodsk) sin formar parte de dicha entidad rural.
En 2021, el asentamiento tenía una población de 3483 habitantes.
Fue fundado en 1464 como una fortaleza inicialmente llamada "Krasny Gorodets", para proteger la república de Pskov frente a un posible ataque de la Orden Livonia. Tras la integración de Pskov en el principado de Moscú, la República de las Dos Naciones atacó la fortaleza en 1581 y 1607, consiguiendo finalmente el control de la localidad en 1634. En 1667, el Zarato ruso recuperó la fortaleza mediante el tratado de Andrusovo. La Unión Soviética le dio el estatus de asentamiento de tipo urbano en 1967.
Se ubica a orillas del río Sinyaya en las inmediaciones de la frontera con Letonia, unos 100 km al sur de la capital regional Pskov y unos 50 km al noreste de la ciudad letona de Rēzekne.